# De mulieribus claris
«De mulieribus claris», «De claris mulieribus» («Про славних жінок») — твір Джованні Боккаччо, що містить 106 жіночих життєписів — від Єви до королеви Йоанни Неаполітанської. Перша збірка, присвячена суто жіночим життєписам, у західній літературі.
Написаний латинською мовою. Був надзвичайно популярним у XIV-XV століттях. Український переклад Павла Содомора вийшов друком 2014 року у видавництві Фоліо. 
Протофеміністка Христина Пізанська, заперечуючи проти творів, що містять неприязнь до жінок і цинічні уривки, таких як друга частина «Роману про троянду» (глава Старенька) або «Стогін Матеола» (Lamentationes Matheoli) Матьє з Булоні (Matthaeus Bononiensis), перекладені французькою Жаном ле Февром, написала культову для фемінізму Книгу про Град Жіночий, наслідуючи цю працю Бокаччо.

## Список життєписів
| №     | Латинська назва                                             | Переклад                                           | Прим.                                                     | Іл. |
| ----- | ----------------------------------------------------------- | -------------------------------------------------- | --------------------------------------------------------- | --- |
| 1     | I. De Eva parente prima.                                    | Єва, наша перша мати                               |                                                           |     |
| 2     | II. De Semiramide regina Assyriorum.                        | Семираміда, цариця ассирійців                      |                                                           |     |
| 3     | III. De Opi Saturni coniuge.                                | Опіс, дружина Сатурна                              | римська богиня, ототожнена з Реєю                         |     |
| 4     | IV. De Iunone regnorum dea                                  | Юнона, богиня царств                               | римська богиня                                            |     |
| 5     | V. De Cerere dea frugum et Syculorum regina.                | Церера, богиня врожайності та цариця Сицилії       | римська богиня                                            |     |
| 6     | VI. De Minerva.                                             | Мінерва                                            | римська богиня                                            |     |
| 7     | VII. De Venere Cypriorum regina.                            | Венера, цариця Кіпру                               | римська богиня                                            |     |
| 8     | VIII. De Yside regina atque dea Egyptiorum.                 | Ізіда, цариця і богиня єгиптян                     | єгипетська і римська богиня                               |     |
| 9     | IX. De Europa Cretensium regina.                            | Європа, цариця Криту                               |                                                           |     |
| 10    | X. De Lybia regina Lybie.                                   | Лівія, цариця Лівії                                |                                                           |     |
| 11-12 | XI, XII. De Marpesia et Lampedone reginis Amazonum.         | Марпезія і Лампедона, цариці амазонок              |                                                           |     |
| 13    | XIII. De Tisbe babilonia virgine.                           | Тисба, дівчина з Вавилона                          |                                                           |     |
| 14    | XIV. De Ypermestra Argivorum regina et sacerdote Iunonis.   | Гіпермнестра, цариця аргівів та жриця Юнони        |                                                           |     |
| 15    | XV. De Nyobe regina Thebanorum.                             | Ніоба, цариця Фів                                  |                                                           |     |
| 16    | XVI. De Ysiphile regina Lemni.                              | Гіпсипіла, цариця Лемносу                          |                                                           |     |
| 17    | XVII. De Medea regina Colcorum.                             | Медея, цариця Колхіди                              |                                                           |     |
| 18    | XVIII. De Aragne colophonia muliere.                        | Арахна, жінка з Колофона                           | прядуха                                                   |     |
| 19-20 | XIX, XX. De Orythia et Anthiope reginis Amazonum.           | Оритія і Антіопа, цариці амазонок                  |                                                           |     |
| 21    | XXI. De Erytrea seu Eriphila sibilla.                       | Еритея, або Ерифіла, сивіла                        | еритрейська сивіла                                        |     |
| 22    | XXII. De Medusa filia Phorci.                               | Медуза, донька Форка                               |                                                           |     |
| 23    | XXIII. De Yole Etholorum regis filia.                       | Іола, донька царя Етолії                           |                                                           |     |
| 24    | XXIV. De Deyanira Herculis coniuge.                         | Деяніра, геркулесова дружина                       |                                                           |     |
| 25    | XXV. De Yocasta Thebarum regina.                            | Йокаста, цариця Фів                                |                                                           |     |
| 26    | XXVI. De Almathea seu Deyphebe sybilla.                     | Амалтея або Деїфоба, сивіла                        | кумська сивіла                                            |     |
| 27    | XXVII. De Nycostrata seu Carmenta Yonii regis filia.        | Нікострата, або Кармента, донька царя Іонія        | кімерійська сивіла                                        |     |
| 28    | XXVIII. De Pocri Cephali coniuge.                           | Прокріда, дружина Цефала                           |                                                           |     |
| 29    | XXIX. De Argia Polinicis coniuge et Adrasti regis filia.    | Аргія, дружина Полініка і донька царя Адраста      |                                                           |     |
| 30    | XXX. De Manthone Thyresie filia.                            | Мантона, донька Тіресія                            | віщунка                                                   |     |
| 31    | XXXI. De coniugibus Meniarum.                               | Про жінок меніанців                                |                                                           |     |
| 32    | XXXII. De Penthessilea regina Amazonum.                     | Пентесилея, цариця амазонок                        |                                                           |     |
| 33    | XXXIII. De Polysena Priami regis filia.                     | Поліксена, донька царя Пріама                      |                                                           |     |
| 34    | XXXIV. De Hecuba regina Troianorum.                         | Гекуба, цариця троянців                            |                                                           |     |
| 35    | XXXV. De Cassandra Priami Troianorum regis filia.           | Кассандра, донька Пріама, царя троянців            | віщунка                                                   |     |
| 36    | XXXVI. De Clitemestra Micenarum regina.                     | Клітемнестра, цариця Мікен                         |                                                           |     |
| 37    | XXXVII. De Helena Menelai regis coniuge.                    | Єлена, дружина царя Менелая                        |                                                           |     |
| 38    | XXXVIII. De Circe Solis filia.                              | Цирцея, донька Сонця                               | чарівниця                                                 |     |
| 39    | XXXIX. De Camilla Volscorum regina.                         | Камілла, цариця вольсків                           | войовниця                                                 |     |
| 40    | XL. De Penelope Ulixis coniuge.                             | Пенелопа, дружина Одіссея                          |                                                           |     |
| 41    | XLI. De Lavinia Laurentum regina.                           | Лавінія, цариця Лаврента                           |                                                           |     |
| 42    | XLII. De Didone seu Elissa Cartaginensium regina.           | Дідона, або Елісса, цариця Карфагена               |                                                           |     |
| 43    | XLIII. De Nicaula Ethyopum regina.                          | Нікавла, цариця Ефіопії                            | тобто Цариця Савська                                      |     |
| 44    | XLIV. De Panphyle Platee filia.                             | Памфіла, донька Платея                             | пряля                                                     |     |
| 45    | XLV. De Rhea Ylia vestali virgine.                          | Рея Ілія, діва-весталка                            | тобто Рея Сільвія                                         |     |
| 46    | XLVI. De Gaia Cirilla Tarquinii Prisci regis coniuge.       | Гая Кирилла, дружина царя Тарквінія Приска         | тобто Танаквіль                                           |     |
| 47    | XLVII. De Sapho puella lesbia et poeta.                     | Сапфо, дівчина з Лесбосу, поетеса                  |                                                           |     |
| 48    | XLVIII. De Lucretia Collatini coniuge.                      | Лукреція, дружина Коллатина                        |                                                           |     |
| 49    | XLIX. De Thamiri Scitharum regina.                          | Тамірис, цариця скіфів                             |                                                           |     |
| 50    | L. De Leena meretrice.                                      | Леена, повія                                       |                                                           |     |
| 51    | LI. De Atalia regina Ierusalem.                             | Аталія, цариця Єрусалима                           |                                                           |     |
| 52    | LII. De Cloelia romana virgine.                             | Клелія, римська діва                               |                                                           |     |
| 53    | LIII. De Hyppone greca muliere.                             | Гіппона, грецька жінка                             |                                                           |     |
| 54    | LIV. De Megulia Dotata.                                     | Мегулія Доната                                     |                                                           |     |
| 55    | LV . De Veturia romana matrona.                             | Ветурія, римська матрона                           |                                                           |     |
| 56    | LVI. De Thamari Myconis filia.                              | Тамірис, донька Мікона                             | художниця                                                 |     |
| 57    | LVII. De Arthemisia regina Carie.                           | Артемізія, цариця Карії                            |                                                           |     |
| 58    | LVIII. De Virginea virgine Virginii filia.                  | Діва Віргінія, донька Віргінія                     |                                                           |     |
| 59    | LIX. De Yrene Cratini filia.                                | Ірена, донька Кратина                              | художниця                                                 |     |
| 60    | LX. De Leuntio.                                             | Леонтія                                            | філософ                                                   |     |
| 61    | LXI. De Olympiade regina Macedonie.                         | Олімпіада, цариця Македонії                        |                                                           |     |
| 62    | LXII. De Claudia vestali virgine.                           | Клавдія, діва-весталка                             |                                                           |     |
| 63    | LXIII. De Virginea Lucii Volupnii coniuge.                  | Віргінія, дружина Луція Волюмнія                   | ще одна Віргінія, також з роду Віргініїв                  |     |
| 64    | LXIV. De Flora meretrice dea florum et Zephiri coniuge.     | Флора, повія, богиня квітів і дружина Зефіра       | римська богиня                                            |     |
| 65    | LXV. De romana iuvencula.                                   | Римська дівчина                                    |                                                           |     |
| 66    | LXVI. De Martia Varronis.                                   | Марція, донька Варрона                             | художниця, тобто Іайя Кизикська                           |     |
| 67    | LXVII. De Sulpitia Fulvii Flacci coniuge.                   | Сульпіція, дружина Фульвія Флакка                  |                                                           |     |
| 68    | LXVIII. De Armonia Gelonis syculi filia.                    | Гармонія, донька Гелона Сицилійського              |                                                           |     |
| 69    | LXIX. De Busa canusina apula muliere.                       | Буза з Канузія Апулійського                        |                                                           |     |
| 70    | LXX. De Sophonisba regina Numidie.                          | Софонісба, цариця Нумідії                          |                                                           |     |
| 71    | LXXI. De Theosena Heredici principis filia.                 | Теоксена, донька вельможі Геродика                 |                                                           |     |
| 72    | LXXII. De Beronice Capadecie regina.                        | Бероніка, цариця Каппадокії                        | тобто Лаодіка                                             |     |
| 73    | LXXIII. De coniuge Orgiagentis gallogreci.                  | Дружина Галата Орґіаґонта                          | тобто Хіомара                                             |     |
| 74    | LXXIV. De Tertia Emilia primi Africani coniuge.             | Терція Емілія, дружина Африкана Старшого           |                                                           |     |
| 75    | LXXV. De Dripetrua Laodocie regina.                         | Дріпетруа, цариця Лаодіцеї                         | тобто Дрипетина                                           |     |
| 76    | LXXVI. De Sempronia Gracci.                                 | Семпронія, донька Гракха                           |                                                           |     |
| 77    | LXXVII. De Claudia Quinta muliere romana.                   | Клавдія Квінта, римська жінка                      |                                                           |     |
| 78    | LXXVIII. De Hypsicratea regina Ponti.                       | Гіпсикратея, цариця Понту                          | войовниця                                                 |     |
| 79    | LXXIX. De Sempronia romana.                                 | Семпронія, римська жінка                           | ще одна Семпронія, також з роду Гракхів                   |     |
| 80    | LXXX. De coniugibus <Cymbrorum>.                            | Жінки кимбрійців                                   |                                                           |     |
| 81    | LXXXI. De Iulia Gaii Cesaris dictatoris filia.              | Юлія, донька диктатора Гая Цезаря                  |                                                           |     |
| 82    | LXXXII. De Portia Catonis Uticensis filia.                  | Порція, донька Катона з Утики                      |                                                           |     |
| 83    | LXXXIII. De Curia Quinti Lucretii coniuge.                  | Курія, дружина Квінта Лукреція                     |                                                           |     |
| 84    | LXXXIV. De Hortensia Quinti Hortensii filia.                | Гортензія, донька Квінта Гортензія                 | ораторка                                                  |     |
| 85    | LXXXV. De Sulpitia Truscellionis comuge.                    | Сульпіція, дружина Трусцелліона                    | Ще одна Сульпіція                                         |     |
| 86    | LXXXVI. De Cornificia poeta.                                | Корніфіція, поетеса                                |                                                           |     |
| 87    | LXXXVII. De Marianne Iudecrum regina.                       | Маріанна, цариця юдеїв                             | Тобто Маріамна                                            |     |
| 88    | LXXXVIII. De Cleopatra regina Egyptiorum.                   | Клеопатра, цариця Єгипту                           |                                                           |     |
| 89    | LXXXIX. De Antonia Antonii filia.                           | Антонія, донька Антонія                            | тобто Антонія Молодша                                     |     |
| 90    | XC. De Agrippina Germanici coniuge.                         | Агриппіна, дружина Германіка                       | тобто Агриппіна Старша                                    |     |
| 91    | XCI. De Paulina romana femina.                              | Павлина, римська жінка                             | джерело анекдоту про Анубіса - Егесипп, Historiarum II, 4 |     |
| 92    | XCII. De Agrippina Neronis Cesaris matre.                   | Агриппіна, мати Цезаря Нерона                      | тобто Агриппіна Молодша                                   |     |
| 93    | XCIII. De Epycari libertina.                                | Епіхарида, вільновідпущениця                       |                                                           |     |
| 94    | XCIV. De Pompeia Paulina Senece coniuge.                    | Помпея Павлина, дружина Сенеки                     |                                                           |     |
| 95    | XCV. De Sabina Poppea Neronis coniuge.                      | Сабіна Поппея, дружина Нерона                      |                                                           |     |
| 96    | XCVI. De Triaria Lucii Vitellii coniuge.                    | Тріарія, дружина Луція Вітелія                     | войовниця                                                 |     |
| 97    | XCVII. De Proba Adelphi coniuge.                            | Проба, дружина Адельфа                             | поетесса                                                  |     |
| 98    | XCVIII. De Faustina Augusta.                                | Фаустина Августа                                   | тобто Фаустина Молодша                                    |     |
| 99    | XCIX. De Semiamira muliere messana.                         | Семіаміра, жінка з Мессани                         | тобто Юлія Соемія                                         |     |
| 100   | C. De Zenobia Palmirenorum regina.                          | Зеновія, цариця Пальміри                           |                                                           |     |
| 101   | CI. De Iohanna anglica papa.                                | Йоанна, англійка і папа                            |                                                           |     |
| 102   | CII. De Yrene costantinopolitana imperatrice.               | Ірена, імператриця Константинополя                 | ще одна Ірена в списку                                    |     |
| 103   | CIII. De Enguldrada florentina virgme.                      | Енгульдрада, флорентійська діва                    |                                                           |     |
| 104   | CIV. De Constantia Romanorum imperatrice et regina Sycilie. | Констанція, римська імператриця і королева Сицилії |                                                           |     |
| 105   | CV. De Cammiola senensi vidua.                              | Каміола, вдова із Сени                             |                                                           |     |
| 106   | CVI. De Iohanna Ierusalem et Sycilie regina.                | Йоанна, королева Єрусалима і Сицилії               |                                                           |     |